# 畑山夏樹
畑山 夏樹（はたけやま なつき、1983年7月16日 - ）は、日本の元AV女優、元アダルトモデル。愛知県出身。

## 来歴
アダルトビデオの媒体がVHSからDVDに移行しつつあった2000年代初頭において人気を博した。『実話BUNKAタブー』は「数ある妊婦モノでも、畑山夏樹の作品は絶品。」と評している。AVデビュー時点（2003年から2004年頃）では第二子妊娠前であったが、妊娠してからはグローリークエストと契約を交わし、中出しや乱交といったプレイをこなした。

### 『臨月美女のSEX・出産 畑山夏樹』への出演
2004年11月に発売された豊田薫監督の『臨月美女のSEX・出産 畑山夏樹』は、当時アダルトビデオ雑誌で最も権威のあった「ビデオ・ザ・ワールド」（コアマガジン）の2004年下半期アダルトビデオ最優秀作品賞に選出され、彼女のみならず豊田監督自身にとっても代表作となった。
彼女自身がその半生を語るインタビューに始まり、男優らとの本番行為に続くクライマックスとして彼女の出産の様子を収めた本作は、多くのAVライターや批評家から高い評価を受けた。特に本作に十点満点を与えた脚本家の沢木毅彦は、「単純に感動した。」「思わずうるうる。『お母さん』と心の中でつぶやいた。母親には頭が上がらないよ、永遠に。豊田薫はこうした場面を目撃した者ではなく、執念深く『作り上げた』者なのだ。演出家なのだ。」と評し、AV監督の東良美季も「見てて涙出そうになったもんね。」と高評価を与えた。女性AVライターの木下奈未は「色んな困難がありつつも自分を肯定出来ている畑山さんは、（中略）頼もしいです。後半の出産シーンは、（中略）畑山夏樹という女の子の（セックスを含めた）人柄、生き様みたいなものが、あの最後の笑顔で伝わってくるんですよね。見れてよかったなあと思える作品でした。」と手放しで賞賛している。豊田監督自身も選出について「20年間監督をやってきて初めての実現できた企画だったし(原文ママ)、04年に撮った中でも力が入った作品だったんで嬉しいですね。今後撮る機会がないかもしれませんからね。」とコメントを寄せている。
代々木忠監督による『ザ・ドキュメント 出産』(アテナ映像)など出産の場面を収めたアダルトビデオはそれまでに存在したものの、作品数や販路が極少数に限られていたため、それらジャンルと作品の知名度は一部好事家のみに限られていた。インターネットの普及と共に登場した本作品の存在は、出産フェティシズムのみならず妊婦フェティシズムへの世間的な注目をも集め、両ジャンル全体の知名度の引き上げに大きな役割を果たした。藤木TDCは「今までAVや映画で出産物っていくつかあったけど、これは出色の出来なんじゃないですか。」と述べている。『実話BUNKAタブー』2021年10月号の「AV史に残る名シーン大全」と題した特集でも、晶エリーや及川奈央、南波杏、若菜瀬奈、湊莉久ら有名女優の作品と共に選出されている。
出演総作品数はAV女優としては少ないながらも、廃盤になったDVDソフトがプレミア価格で取引されているなど、人気は今も根強い。
第二子出産後はアダルト雑誌へ主たる活躍の場を移し、アダルトモデル（本番行為あり）としての露出が増えていった。また彼女自身の知名度や人気度の高さから、AV女優専門のデリバリーヘルス店にも籍を置き、人気を博していた。
2005年頃に引退し、その後は現在まで表立った活動は見られない。

## 人物
- 初体験は14歳、プライベートの経験人数は20人ほど。二児の母親（2005年時点）である[13]。
- 16歳で第一子（長男）を出産し、AVデビュー後の21歳で第二子（長女）を出産するが、それぞれ父親は異なり未婚のまま出産している[13]。
- 子供好きであることや彼女自身も母子家庭（母親と三姉妹の4人家庭）で育った経験から、父親のいない子供の出産を決めた[13]。
- 16歳から18歳頃までの間、結婚していたことがあるが離婚した。婚姻中に流産も経験したが、結局その夫との間に子供は出来なかった[13]。
- 趣味はショッピング、スロット、子供のオモチャをコレクションすること[14]。
- 好きな男性のタイプは「大きい人」[14]。
- 「なにごとにも『なんとかなる』と思う」性格。恥ずかしいとすぐ笑うクセがある[14]。
- コルポスコピー（膣拡大鏡）で数々のAV女優の膣を観察した豊田薫監督曰く、数の子天井（名器）の持ち主[15]。

## 出演作品の一部

### アダルトビデオ
- LEG SEX II 3人の魅惑の美脚を犯す・・・ 矢田紫 矢崎茜 畑山夏樹（ジャネス、2004年8月13日）
- 生妊婦2～二十歳の美少女 M妊婦～ 畑山夏樹（グローリークエスト、2004年8月23日）※セツネヒデユキと共演
- 臨月美女のSEX・出産 畑山夏樹（ワイルドサイト=リア王)、2004年11月12日）※豊田薫監督作品、花岡じった、帆足哲朗、保坂順らと共演
- 女子校生妊婦 Vol.1 産婦人科医との秘密体験 畑山なつき（新世紀映像、2004年12月1日）※セツネヒデユキと共演
- 脚パンスト好きな人のためのエロSEX映像（スタイルアート/妄想族、2009年1月19日）
- グローリークエスト マニアック大全集（グローリークエスト、2011年8月4日）
- style art パンスト コンプリートBOX 10枚組31時間（スタイルアート/妄想族、2013年2月2日）
- LEG SEXスペシャル 45人8時間（ジャネス、2013年10月15日）

### 雑誌
- COMICび～た 2005年1月号（若生出版株式会社、2005年1月1日）※グラビア出演
- ひとづまGET NAVI 2005年2月号 VOL.3（SM秘小説2月号増刊）（マイウェイ出版、2005年2月10日）※表紙及びグラビア出演
- DVD 若妻ック天国 2005年10月号（薔薇族10月号増刊）（株式会社メディアソフト、2005年10月15日）※グラビア出演＆付録DVD出演
- エッチな奥さんはスキですか?（ハートフル社、2006年3月1日）※グラビア出演＆付録DVD出演
- わかづまGET DVD 2006年4月号 VOL.3（SM秘小説4月号増刊）（マイウェイ出版、2006年4月10日）※グラビア出演＆付録DVD出演